# 长足长方蟹
长足长方蟹（学名：Metaplax longipes），长方蟹属的动物，舊屬方蟹科，今屬方蟹總科弓蟹科圓方蟹亞科。其种加词“Longipes”意为“长足的”。
分布于香港以及中国大陆的广东、福建、浙江等地，生活环境为海水，主要生活于潮间带泥沙滩上。